# 碘化丙锭
碘化丙锭（缩写PI），是一种能结合DNA的菲啶类荧光染料，广泛应用于流式細胞術，在游离状态下激发峰在495nm，发射峰在519nm，在结合DNA后，荧光的量子产率增强20到30倍，激发峰和发射峰分别迁移到535nm和617nm。

## 拓展阅读
- Crissman, H A; Oka, M S; Steinkamp, J A. . Journal of Histochemistry & Cytochemistry. January 1976, 24 (1): 64–71  [2022-10-12]. ISSN 0022-1554. PMID 56392. doi:10.1177/24.1.56392. eISSN 1551-5044. （原始内容存档于2022-10-13）.